# Lyn St. James
Sandra Lynn Eden, plus connue sous son pseudonyme Lyn St. James (née le 13 mars 1947 à Willoughby, Ohio) est une ancienne pilote automobile américaine de Champ Car et d'IndyCar. Elle fait partie des sept femmes à s'être qualifiées pour les 500 miles d'Indianapolis et compte deux participations aux 24 Heures du Mans.

## Biographie
En 1992, à l'âge de 45 ans, Lyn St. James devient la deuxième femme de l'histoire (après Janet Guthrie) à prendre le départ des 500 miles d'Indianapolis. Qualifiée 27e et arrivée 11e, elle se voit décerner le titre honorifique de Rookie of the Year (meilleur débutant de l'année). Elle prend sa retraite à l'issue de l'édition 2000 des 500 Miles d'Indianapolis, au cours de laquelle elle a abandonné à la suite d'un accrochage avec Sarah Fisher, l'autre femme pilote engagée.
Elle a créé une fondation destinée à promouvoir la place des femmes dans le sport automobile. 

## Résultats

### 24 Heures du Mans
| Année | Voiture                           | Équipe                  | Équipiers                  | Résultat |
| ----- | --------------------------------- | ----------------------- | -------------------------- | -------- |
| 1989  | Spice SE89C Ford-Cosworth 3.5L V8 | Spice Engineering       | Ray Bellm Gordon Spice     | Abandon  |
| 1991  | Spice SE90C Ford-Cosworth 3.5L V8 | Euro Racing A.O. Racing | Desiré Wilson Cathy Muller | Abandon  |

### 500 miles d'Indianapolis
| Année | Châssis | Moteur     | Départ | Arrivée |
| ----- | ------- | ---------- | ------ | ------- |
| 1992  | Lola    | Chevrolet  | 27     | 11      |
| 1993  | Lola    | Cosworth   | 21     | 25      |
| 1994  | Lola    | Cosworth   | 6      | 19      |
| 1995  | Lola    | Cosworth   | 28     | 32      |
| 1996  | Lola    | Cosworth   | 18     | 14      |
| 1997  | Dallara | Infiniti   | 34     | 13      |
| 2000  | G-Force | Oldsmobile | 32     | 32      |